# 방향키 (항공기)

러더의 방향 변환

항공기에서 방향키(方向-, rudder) 또는 방향타(方向舵)는 배의 키처럼 수평 꼬리 구조에 붙어 있는, 승강타와 날개에 붙어 있어 피치(Pitch)와 롤(Roll)을 조정하는 보조익을 따라 있는 조정면을 가리킨다. 방향키는 보통 수직 안정판에 붙어 있는데, 조종사는 수평축으로 요(Yaw)를 조정하도록 한다. 항공기의 기수가 지시하는 방향으로 변화시킨다. 방향키 방향은 조종사의 발의 페달의 움직임으로 조정할 수 있다.

## 같이 보기
- 승강키
- 보조 날개
- 키